# Полярен Урал
Полярен Урал (на руски: Полярный Урал) е планина, най-северната част на планината Урал, разположена в североизточната част на Република Коми и западната част на Ямало-Ненецки автономен окръг в Русия. По билото на планината преминава границата между Европа и Азия. Простира се от юг-югозапад на север-североизток на протежение от 380 km, от изворите на река Хулги (от басейна на Об) до връх Константинов Камен в близост до Байдарацка губа на Карско море. Ширина от 40 до 100 km. Максимална височина връх Пайер 1499 m (66°43′12″ с. ш. 64°23′31″ и. д. / 66.72° с. ш. 64.391944° и. д.), разположен в средната ѝ част.
Планината е изградена основно от кварцити, кристалинни шисти, вулканични и седиментни наслаги. Съхранили са се следи от планинско-долинни ледници (циркуси, трогови долини, морени). Има малки съвременни ледници (Географски институт при АН на СССР, Долгушин и др.). От него водят началото си реките Уса (десин приток на Печора) с притоците си Елец, Кечпел и др., Кара (влища се в Карско море) и множество леви притоци на Об – Синя, Войкар, Соб, Лонготъеган, Шчуча и др. В планината има множество езера (най-голямо и най-дълбоко Голямо Шчуче езеро). Склоновете ѝ в южните части (до височина 300 – 400 m) са покрити с редки иглолистни гори съставени от лиственица и смърч с примеси от бреза. Нагоре по склоновете и в северните ѝ части са разпространени планинска и мъхово-лишейна тундра и обширни скалисти и каменисти безжизнени пространства.

## Топографска карта
- Топографска карта Q-41-А, Б; М 1:500 000[2]